# Erich Weinert
Erich Bernhard Gustav Weinert, född 4 augusti 1890 i Magdeburg, Tyskland, död 20 april 1953 i Berlin, Tyskland, var en tysk författare, kommunist och medlem av KPD.
En bok kallad Erich Weinert spricht brändes demonstrativt av nationalsocialister under de landsomfattande bokbålen i Nazityskland 1933.